# Sauclières
 Sauclières  (en occitano Sauclièiras) es una población y comuna francesa, situada en la región de Mediodía-Pirineos, departamento de Aveyron, en el distrito de Millau y cantón de Nant.

## Demografía
| 279 | 242 | 198 | 173 | 202 | 189 |
| Para los censos de 1962 a 1999 la población legal corresponde a la población sin duplicidades (Fuente: INSEE [Consultar]) |     |     |     |     |     |